# Livide (film)
Pour plus de détails, voir Fiche technique et Distribution.
Livide est un film d'horreur et film fantastique français, réalisé par Alexandre Bustillo et Julien Maury, sorti en 2011.

## Synopsis
En Bretagne, la nuit d’Halloween. Lucie Clavel et deux copains décident sur un coup de tête de cambrioler la maison de Déborah Jessel, une professeure de danse classique, aujourd’hui centenaire énigmatique plongée dans le coma. Durant cette nuit tragique et fantastique, Lucie perce le mystère de cette maison et le secret de Déborah Jessel.

## Fiche technique
- Titre : Livide
- Réalisation : Alexandre Bustillo et Julien Maury
- Scénario : Alexandre Bustillo et Julien Maury
- Productions  : Vérane Frédiani et Franck Ribière .  Directeur de production : Loïc Berthézène
- Musique : Raphaël Gesqua
- Photographie : Laurent Barès
- Montage : Baxter
- Décors : Marc Thiébault
- Costumes : Martine Rapin
- Pays d'origine :  France
- Durée : 91 minutes
- Dates de sortie : 7 décembre 2011 (France)
- Film interdit aux moins de 12 ans lors de sa sortie en France

## Distribution
- Chloé Coulloud : Lucie Clavel
- Félix Moati : William
- Jérémy Kapone : Ben
- Catherine Jacob : Catherine Wilson
- Béatrice Dalle : la mère de Lucie
- Chloé Marcq : Anna
- Marie-Claude Pietragalla : Déborah Jessel
- Loïc Berthezene : Pierre Clavel
- Joël Cudennec : André Marchal
- Sabine Londault : Maddy
- Serge Cabon : Monsieur Kerrien, le père de William
- Nathalie Presles : la mère de Ben et William
- Adèle Fousse : Catherine Wilson adolescente
- Roxanne Fillol Gonzalez : Ophélie
- Kallia Charon : danseuse 1
- June Ribière : danseuse 2 / Enfant Halloween (sorcière) / Petite fille à vélo
- Oriane Azam : danseuse 3
- Thomas Ribière : enfant Halloween (squelette)
- Laure Latinier : enfant Halloween (citrouille)

## Nominations
Le film a fait l’objet de onze nominations :
- une nomination au Festival international du Film de Toronto 2011
- une nomination au Festival du film français au Japon 2012
- trois nominations au Festival international du film de Catalogne de Sitges 2011 (Prix du meilleur film, Prix Spécial du Jury, Prix de la mise en scène)
- une nomination au Festival du film international fantastique de Puchon en Corée du Sud
- quatre nominations au Festival européen du film fantastique de Strasbourg 2011 (Octopus d'or, Prix du Public, Méliès d'Argent, Mention spécial du jury)
- une nomination au Festival international des jeunes réalisateurs de Saint-Jean-de-Luz 2011

## Autour du film
- Le tournage a eu lieu en Île-de-France et dans le Finistère.
- Livide est le deuxième film des réalisateurs Julien Maury et Alexandre Bustillo, après À l'intérieur, sorti en 2007.